# 金志樹
金志樹（韓語：김지수，2004年12月24日—），韓國職業足球員，現時效力凯泽斯劳滕（英超球隊賓福特外借）。

## 榮譽

### 個人
- K聯賽全明星：2022[4]

## 外部連結
- Soccerway資料庫：金志樹